# Bagrat Ier Bagratouni
Pour les articles homonymes, voir Bagrat.
Bagrat Ier Bagratouni (en arménien Բագրատ Ա  Բագրատունի) est un noble arménien du IVe siècle, de la maison des Bagratides.

## Biographie
Fils probable de Smbat Ier, Bagrat lui aurait succédé sur le trône de Sper, en Arménie. Comme son père, il est également aspet, c'est-à-dire maître de cavalerie, et thagadir, pose-couronne, de la cour royale arménienne. Il aurait vécu entre 330 et 353.
Il est le père d'au moins un fils : Smbat II Bagratouni.